# Reakcja Chana-Lama
Reakcja Chana-Lama (reakcja Chana-Evansa-Lama, CEL) – reakcja sprzęgania aromatycznego kwasu boronowego (lub jego estrów) z alkoholem lub aminą, prowadząca do, odpowiednio, aminy aromatycznej lub eteru aromatycznego. Sprzęganie katalizowane jest przez związki miedzi. Może być przeprowadzane w obecności powietrza w temperaturze pokojowej. Reakcja ta w szczególnych przypadkach może być stosowana jako alternatywa dla popularniejszego sprzęgania Buchwalda-Hartwiga.

## Historia
Reakcja została opisana w 1998 r., w niemal tym samym czasie, niezależnie przez zespoły Dominica Chana, Davida Evansa i Patrick Lama.

## Przykład
Poniżej przedstawiono przykład reakcji Chana-Lama wykorzystywanej do syntezy złożonych związków aktywnych biologicznie.
Podstawiony pirol (1) sprzęgany jest z aromatycznym kwasem boranowym (2), w wyniku czego powstaje trzeciorzędowa amina (3), która w kolejnych etapach przekształcana jest do docelowego związku (4), silnego inhibitora metaloproteinazy macierzy pozakomórkowej. Sprzęganie CEL prowadzono w temperaturze pokojowej z dostępem powietrza, uzyskując bardzo dobrą wydajność – ponad 90%, jednak czas reakcji wynosił aż 3 dni.